# Giovanni Ciardi-Dupré
Giovanni Ciardi-Dupré (Arosa, 1905 – Genova, 1964) è stato un medico italiano.

## Biografia
Professore universitario dal 1947, insegnò anatomia umana a Parma e a Napoli.

## Attività scientifica
Compì notevoli ricerche su organogenesi e morfologia, fisiologia e meccanica muscolare.
A lui si deve un'accreditata teoria sulla formazione dell'arcata longitudinale del piede.